# Temnothorax tarbinskii
Temnothorax tarbinskii is een mierensoort uit de onderfamilie van de Myrmicinae. De wetenschappelijke naam van de soort werd in 1976 als  Leptothorax longipilosus gepubliceerd door Tarbinsky. Die naam was echter in conflict met Leptothorax longipilosus Santschi, 1912, en dus niet geldig gepubliceerd. Daarop creëerde Arnol'di nog in hetzelfde jaar het nomen novum Leonomyrma tarbinskii, waarbij de soort dus ook in een ander geslacht werd geplaatst. Leonomyrma werd later gesynonimiseerd met Temnothorax.